# Is Your Love in Vain?
«Is Your Love in Vain?» es una canción del músico estadounidense Bob Dylan, publicada en el álbum de estudio Street Legal. La canción fue también publicada como primer sencillo del álbum, con el tema «We Better Talk This Over» como cara B. El sencillo alcanzó el puesto 56 en la lista británica UK Singles Chart y el veinte en la lista de sencillos de Irlanda.
La canción fue interpretada un total de 31 veces, únicamente durante la gira de 1978. Desde entonces, Dylan no la ha vuelto a interpretar en directo. Una versión en directo fue incluida en el álbum en directo Bob Dylan at Budokan. El álbum fue grabado en el Nippon Budōkan de Tokio, donde Dylan estrenó la canción junto a otros temas de Street-Legal antes de su publicación oficial en junio del mismo año.

## Personal
- Bob Dylan: voz y guitarra
- Billy Cross: guitarra
- Steven Soles: guitarra
- Jerry Scheff: bajo
- Ian Wallace: batería
- Steve Douglas: saxofón tenor
- Alan Pasqua: órgano
- David Mansfield: violín
- Bobbye Hall: percusión
- Helena Springs, Jo Ann Harris, Carolyn Dennis: coros